# Hermann Sander (Schriftsteller)

Hermann Sander (um 1880)

Hermann Sander (* 8. Dezember 1840 in Zell am Ziller; † 7. März 1919 ebenda) war ein österreichischer Schriftsteller und Historiker. Er war ein Vorarlberger Landeshistoriker, machte sich um die Herausgabe von Vorarlberger Literatur verdient und verfasste Biographien von Vorarlberger Persönlichkeiten.

## Leben
Sein Vater Bonifaz Sander († 1856) stammte aus Schruns und war Bezirkshauptmann in Bludenz und zudem als Schriftsteller tätig.
Hermann Sander begann nach Abschluss seines Studiums in Wien (1860/61) und Innsbruck (1861–63) seine Tätigkeit als Lehrer am Gymnasium Stella Matutina in Feldkirch, wo er von 1863 an unterrichtete.
1879 bis zu seiner Pensionierung 1909 übernahm Sander die Direktion der Oberrealschule in Innsbruck.
Er war von 1869 bis 1872 als Schulinspektor für den Bezirk Bludenz ein Mitglied des Vorarlberger und später auch des Tiroler Landesschulrats.
Zudem war er von 1881 bis 1886 Mitglied des Innsbrucker Gemeinderats.
Eigene schriftstellerische Arbeiten publizierte er auch unter den Pseudonymen Anderlitz (von „An-der-Litz“) oder Dalla Tramosa.

## Werke (Auswahl)
Besonders beschäftigte er sich auch mit dem Leben des Bregenzerwälder Dichters Franz Michael Felder und besorgte dessen erste Werkausgabe.
- Das Leben Franz Michael Felders (1876)

In seinen historischen Arbeiten beschäftigte er sich mit Themen aus dem Raum Vorarlberg.
- Erwerbung der Vorarlberger Grafschaft Sonnenberg (1888)
- Streit der Montafoner mit den Sonnenberger um Stallehr (1897)
- Johann Josef Batlogg, Landammann im Montafon (1900)
- Beiträge zur Geschichte des Frauenklosters St. Peter bei Bludenz (1901)
- Geschichte des Montafoner Wappens (1903)
- Streit zwischen Bludenz und Sonnenberg (1904)
- Der Gauenstein bei Schruns in Vorarlberg (1905)

Nach ihm benannt ist heute der Hermann-Sander-Weg in Schruns.